# Confraria do Gibi
Confraria do Gibi é uma confraria de colecionadores de quadrinhos que se reúne semanalmente no Rio de Janeiro para troca e venda de revistas em quadrinhos antigas, além de debates sobre o tema. Em 2015, a Confraria ganhou o Troféu Jayme Cortez, categoria do Prêmio Angelo Agostini destinada a premiar grandes contribuições para os quadrinhos brasileiros.